# 多伦多标志

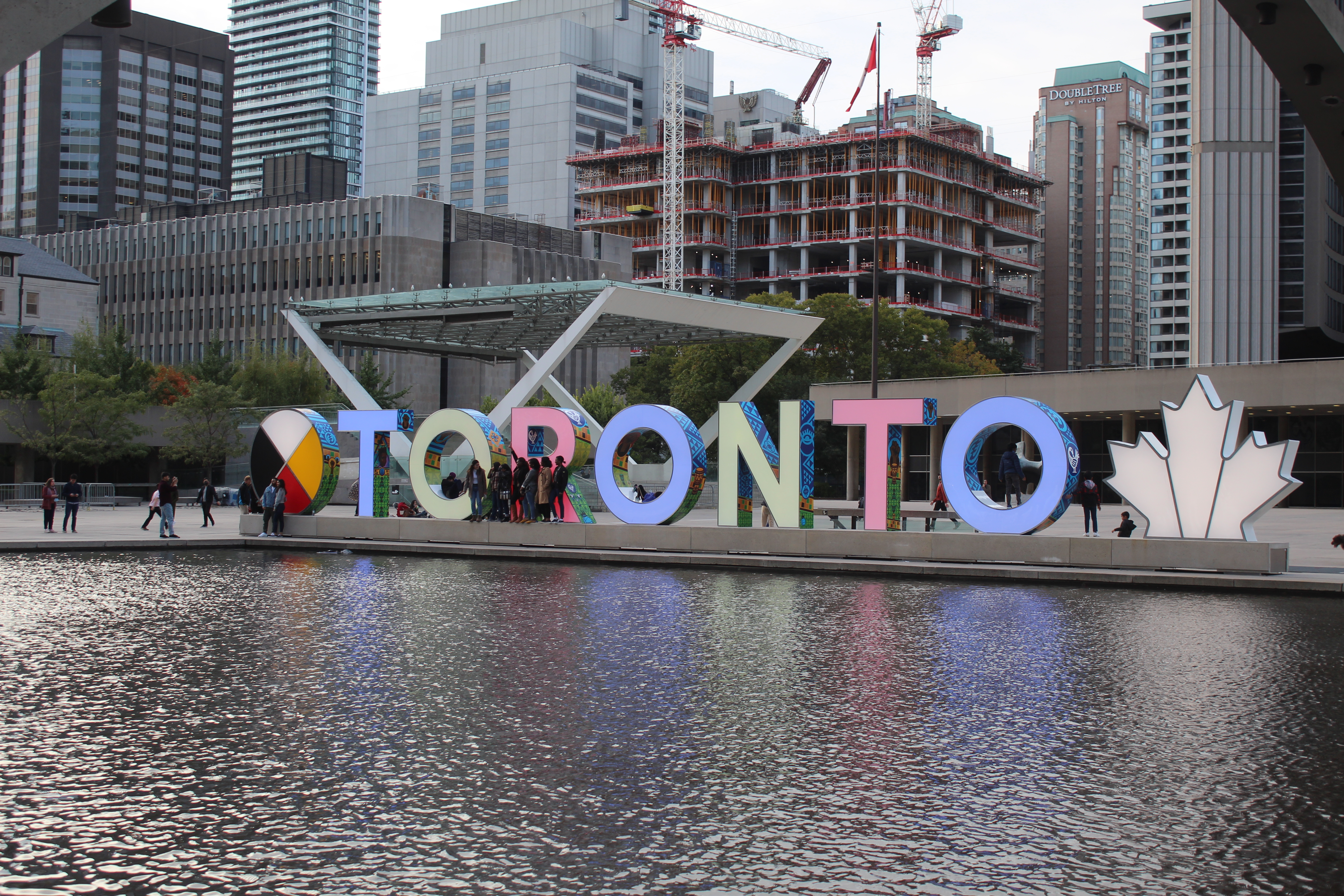

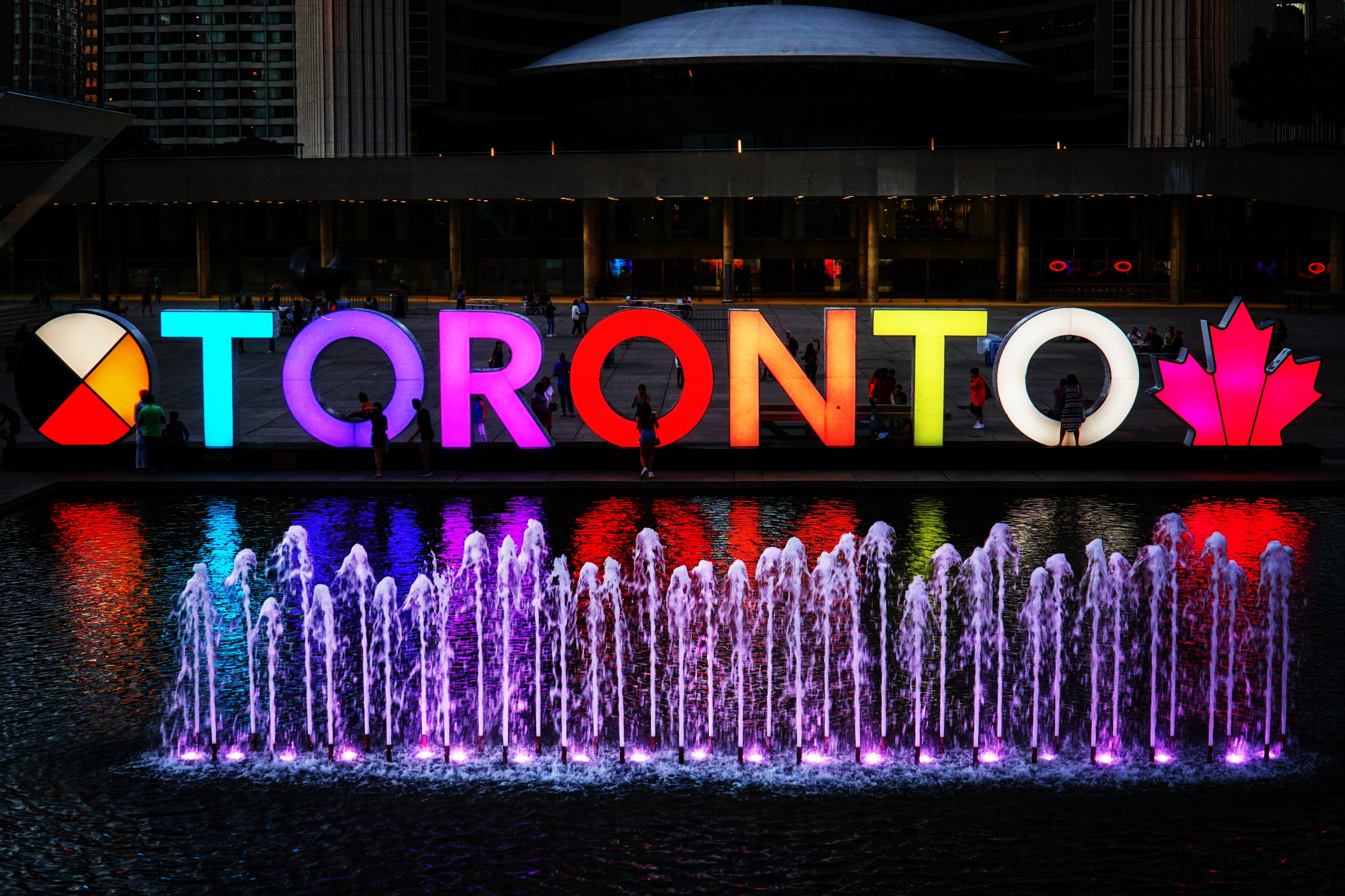

多伦多标志（英語：Toronto Sign）是加拿大安大略省多伦多弥敦菲腊广场上的一个照明立体标志，拼出这个城市的名字。它高3（9.8英尺），长22（72英尺） （在添加枫叶和药轮之前），由通过Wi-Fi控制的LED灯照明，估计可以产生2.28亿种颜色组合，大约相当于人眼的感知。